# Lex talionis
Lex talionis, jus talionis, talion je (mj. archaická) právní zásada, podle které má být míra odplaty (pomsty) stejná jako škoda způsobená poškozenému. Tato právní zásada konkretizující právo na odplatu se zřejmě vyvinula v prvopočátcích všech národních právních zásad. Nejznámějším vyjádřením talionu je starozákonní právní věta „Oko za oko, zub za zub“ (Kniha smlouvy), nejstarší zachycení talionu je v Chammurapiho zákoníku.
V západním světě původní podoba talionu vymizela, nicméně se tak říkalo na něho navazujícími vesměs již státem prováděnými tresty, které obsahovaly symboliky trestného činu (upálení žháře, vytrhnutí jazyka rouhači ap.), západní svět vesměs opustil i tyto odstrašující tresty a začal uplatňovat výchovné tresty. O tom, že princip talionu není mrtvý, svědčí známý výrok Mahátmá Gándhího: „Oko za oko a celý svět bude slepý“. Dále některé muslimské země dosud tuto formu trestu (qisas) vykonávají v souladu s právem šaría – např. roku 2011 byl medializován případ v Íránu, kdy byl pachatel odsouzen k oslepení, poté co sám předtím oslepil dívku.